# 昭和新山ユースホステル
昭和新山ユースホステル（しょうわしんざんユースホステル）は、北海道壮瞥町で日本ユースホステル協会に加盟していたユースホステル。
昭和新山および有珠山の麓に位置する。ビジネスホテルを兼営していた。2021年にユースホステルとしては閉館し、現在はホテル中の島の別館となっている。
閉館時の建物は同じ地名の別の場所から1982年に移転した後のもの。初代の建物は1977年の有珠山噴火に伴う地殻変動により罹災したため、解体済み。2代目の建物は現在も宿泊施設『ホテル中の島 別館』の名で営業中。旧称『昭和新山ホテル』『昭和新山ホテルホステル』。

## 設備
- 掛け流しの温泉設備を有する。壮瞥温泉にも近く、湯めぐりが可能。
- グループで一室利用可
- 余裕があればグループで一室利用可
- ゲストルームあり
- 駐車場あり
- 駐輪場あり
- 洗濯機あり
- 乾燥機あり
- 荷物預かりあり
- 周辺にスポーツ施設あり
- レンタサイクルあり

## アクセス
- 室蘭本線洞爺駅から道南バスそうべつ方面行 昭和新山登山口下車 徒歩1分